# Schistura rara
Schistura rara är en fiskart som först beskrevs av Zhu och Cao, 1987.  Schistura rara ingår i släktet Schistura och familjen grönlingsfiskar. Inga underarter finns listade i Catalogue of Life.